# Melipotis bistriga
Melipotis bistriga là một loài bướm đêm trong họ Erebidae.